# دیوید گرین (سوارکار)
دیوید گرین (انگلیسی: David Green؛ زادهٔ ۲۸ فوریهٔ ۱۹۶۰) سوارکار اهل استرالیا بود.
وی در مسابقات کشوری و بین‌المللی در مجموع برندهٔ ۱ مدال طلا شده‌است.